# Cascada Multnomah

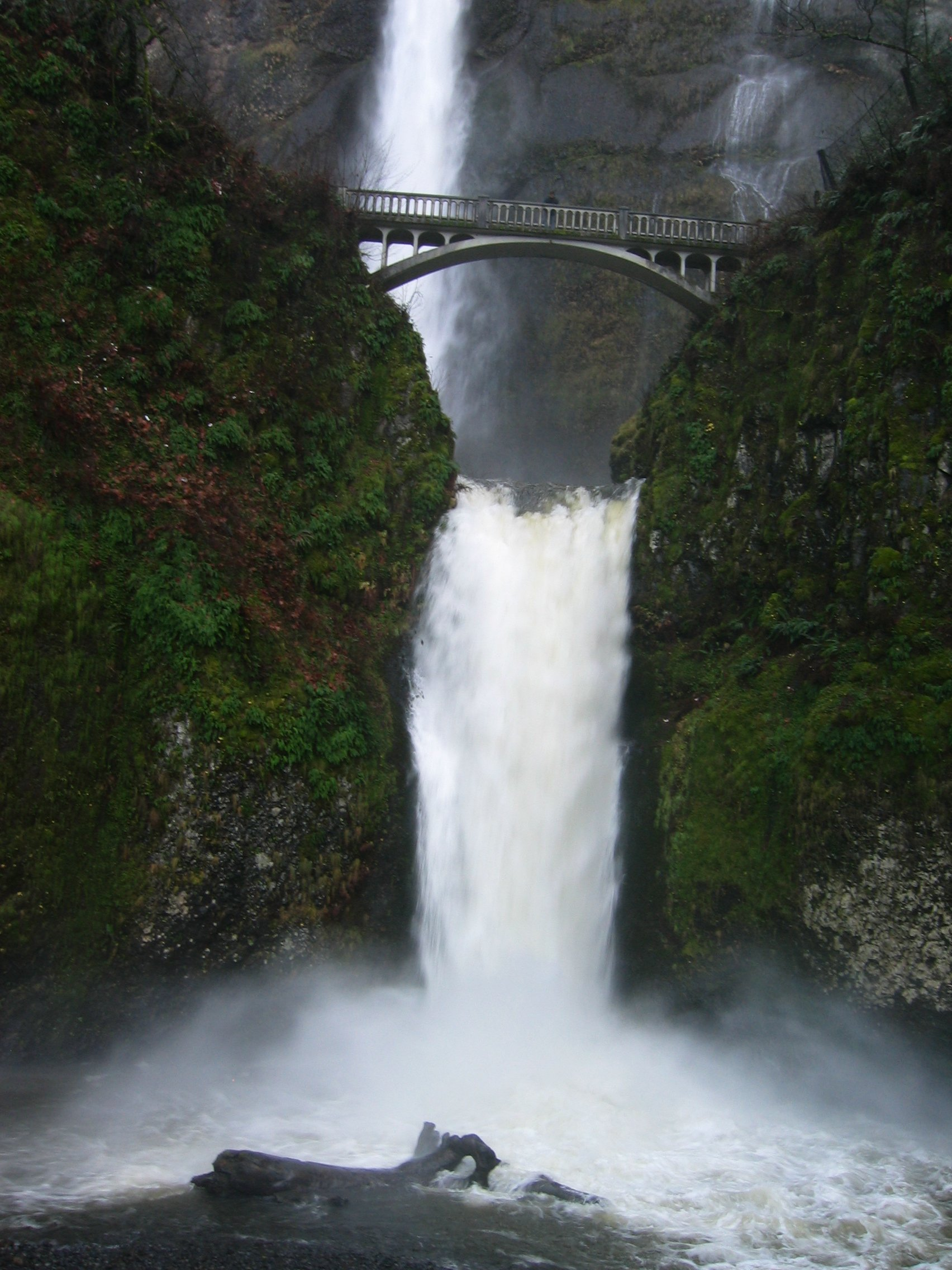
Cascada Multnomah

Cascada Multnomah (în engleză Multnomah Falls) este o cădere mare de apă de pe Defileul Fluviului Columbia din Oregon. Cascada are o diferență de nivel de 185 fiind alcătuită din două nivele una de 165 iar cealaltă de 21 m înălțime. Ea este alimentată cu apă de „Larch Mountain” fiind situată la est de „Troutdale” între Corbett și Dodson. In site oficial se afirmă că este a doua cascadă ca mărime din SUA, această afirmație nu corespunde cu realitatea, deoarece sunt cel puțin 90 de căderi de apă în SUA mai înalte ca și Cascada Multnomah. O cale de drumeție duce la podul suspendat „Benson” și o platformă, de unde se poate vedea nivelul superior al cascadei, cursul lui Columbia River, ca și „Little Multnomah”, o cascadă mai mică. Podul Benson este denumit după numele constructorului ei Simon Benson, care a clădit podul în anul 1914.
 Acest articol despre o cascadă din SUA sau mai multe cascade din SUA este deocamdată un ciot. Puteți ajuta Wikipedia prin dezvoltarea sa !